# Tactusa sine
Tactusa sine là một loài bướm đêm thuộc họ Erebidae. Nó được tìm thấy ở miền bắc Việt Nam.
Sải cánh dài khoảng 13 mm. 